# O remorso de Orestes
O remorso de Orestes, também conhecida como Orestes Perseguido pelas Fúrias, é uma pintura realista de William-Adolphe Bouguereau, pintor acadêmico francês, concluída pelo artista em 1862.

## Tema
Bouguereau era conhecido por suas pinturas de gênero, interesse pelo corpo humano e cenas mitológicas, caso desta pintura em específico. Trata-se de uma representação do personagem Orestes, após ter atentado contra sua mãe, Clitemnestra, sendo perseguido pelas Erínias — Tisífone, Megera e Alecto, deusas do castigo, do rancor e do inominável.

## Descrição da pintura
Na pintura, Orestes se encontra nu, exceto por uma discreta cortina branca e, com as mãos, tampa seus ouvidos. Atrás dele pode-se ver Clitemnestra, que usa um vestido branco e está envolta em um manto vermelho. Ela tem uma adaga em seu coração e está caindo para trás, enquanto é segura por uma das Erínias. Outra segura uma tocha. Todas estão seminuas e o atacam furiosamente.